# Изобилни
Изобилний (на руски: Изобѝльный) е град в Ставрополски край, Русия. Намира се на 54 km североизточно от Ставропол. Населението на града към 1 януари 2018 година е 38 100 души.
Изобилний е основан през 1895 г. при изграждането на железопътна линия. Получва статут на град през 1965 г.